# باستیا موندووی
باستیا موندووی (به ایتالیایی: Bastia Mondovì) یک کومونه در ایتالیا است که در استان کونیو واقع شده‌است.

## خصوصیات
باستیا موندووی ۱۲٫۰ کیلومترمربع مساحت و ۶۶۰ نفر جمعیت دارد و ۲۹۴ متر بالاتر از سطح دریا واقع شده‌است.